# La Crique, côte sauvage, Quiberon
La Crique, côte sauvage, Quiberon est un tableau réalisé en 1903 par le peintre français Maxime Maufra.

## Description
Cette peinture à l'huile sur toile représente la mer et des rochers de la Côte Sauvage de la presqu'île de Quiberon dans le Morbihan.
La signature MAUFRA et la date 1903 sont placées en bas à gauche.

## Histoire
Le tableau a été légué par Charles-Auguste Marande en 1936 à la ville du Havre (Seine-Maritime), où il est conservé au musée d'Art moderne André-Malraux.